# Liste der Stolpersteine in Bischofsheim
Die Liste der Stolpersteine in Bischofsheim enthält alle Stolpersteine, die im Rahmen des gleichnamigen Kunst-Projekts von Gunter Demnig in Bischofsheim verlegt wurden. Mit ihnen soll an die Opfer des Nationalsozialismus erinnert werden, die in Bischofsheim lebten und wirkten.
Am 5. Februar 2024 wurden die ersten 14 Stolpersteine in Bischofsheim verlegt.

## Liste der Stolpersteine
| Adresse, Lage           | Verlegedatum | Name, Inschrift | Bild | Anmerkung                    |
| ----------------------- | ------------ | --- | ---- | ---------------------------- |
| Frankfurter Straße 50 · | 5. Feb. 2024 | HIER WOHNTE HARTWIG KAHN JG. 1878 DEPORTIERT 1942 TRANSIT-GHETTO PIASKI ERMORDET                                       |      | Biografie Hartwig Kahn       |
| Frankfurter Straße 50 · | 5. Feb. 2024 | HIER WOHNTE THERESE KAHN GEB. KAHN JG. 1882 GEDEMÜTIGT / ENTRECHTET MEDIZINISCHE HILFE VERWEIGERT TOT 1941             |      | Biografie Therese Kahn       |
| Frankfurter Straße 50 · | 5. Feb. 2024 | HIER WOHNTE DR. FRIEDRICH KAHN JG. 1907 GEDEMÜTIGT / ENTRECHTET FLUCHT 1935 BULGARIEN 1938 HOLLAND ÜBERLEBT            |      | Biografie Dr. Friedrich Kahn |
| Frankfurter Straße 50 · | 5. Feb. 2024 | HIER WOHNTE BINA KAHN GEB. LAMBERT JG. 1909 GEDEMÜTIGT / ENTRECHTET FLUCHT 1937 RUSSLAND JAPAN USA                     |      | Biografie Bina Kahn          |
| Frankfurter Straße 9 ·  | 5. Feb. 2024 | HIER WOHNTE FRANZISKA SELIG JG. 1874 DEPORTIERT 1943 THERESIENSTADT 1944 AUSCHWITZ ERMORDET                            |      | Biografie Franziska Selig    |
| Frankfurter Straße 9 ·  | 5. Feb. 2024 | HIER WOHNTE SIEGMUND SELIG JG. 1871 GEDEMÜTIGT / ENTRECHTET FLUCHT 1939 SÜDAFRIKA                                      |      | Biografie Siegmund Selig     |
| Frankfurter Straße 9 ·  | 5. Feb. 2024 | HIER WOHNTE AMALIE SELIG GEB. LEHMANN JG. 1883 GEDEMÜTIGT / ENTRECHTET FLUCHT 1939 SÜDAFRIKA                           |      | Biografie Amalie Selig       |
| Frankfurter Straße 9 ·  | 5. Feb. 2024 | HIER WOHNTE ALICE SELIG GEB. GOLDSCHMIDT JG. 1907 GEDEMÜTIGT / ENTRECHTET FLUCHT 1936 SÜDAFRIKA                        |      | Biografie Alice Selig        |
| Frankfurter Straße 9 ·  | 5. Feb. 2024 | HIER WOHNTE ERNA SELIG GEB. ROSENBERG JG. 1909 GEDEMÜTIGT / ENTRECHTET FLUCHT 1936 SÜDAFRIKA                           |      | Biografie Erna Selig         |
| Darmstädter Straße 10 · | 5. Feb. 2024 | HIER WOHNTE BERTHOLD KAHN JG. 1888 ´SCHUTZHAFT´ 1938 KZ BUCHENWALD FLUCHT 1938 LUXEMBURG 1940 FRANKREICH ÜBERLEBT      |      | Biografie Berthold Kahn      |
| Darmstädter Straße 10 · | 5. Feb. 2024 | HIER WOHNTE SELMA KAHN GEB. LEHMANN JG. 1898 FLUCHT 1938 LUXEMBURG 1940 FRANKREICH ÜBERLEBT                            |      | Biografie Selma Kahn         |
| Darmstädter Straße 10 · | 5. Feb. 2024 | HIER WOHNTE HILDE KAHN GEB. WÜRZBURGER JG. 1920 GEDEMÜTIGT / ENTRECHTET FLUCHT 1938 ENGLAND                            |      | Biografie Hilde Kahn         |
| Darmstädter Straße 10 · | 5. Feb. 2024 | HIER WOHNTE ILSE KAHN GEB. SHARLET JG. 1922 GEDEMÜTIGT / ENTRECHTET FLUCHT 1939 ENGLAND                                |      | Biografie Ilse Kahn          |
| Darmstädter Straße 10 · | 5. Feb. 2024 | HIER WOHNTE ROSEL KAHN GEB. WESTHEIMER JG. 1932 GEDEMÜTIGT / ENTRECHTET FLUCHT 1938 LUXEMBURG 1940 FRANKREICH ÜBERLEBT |      | Biografie Rosel Kahn         |